# Alejandro Pidal y Mon
Alejandro Pidal y Mon (Madrid, 26 de agosto de 1846-Madrid, 19 de octubre de 1913) fue un político y académico español, ministro de Fomento en 1884 en un Gobierno de Cánovas del Castillo, miembro y director de la Real Academia Española, numerario de la Real Academia de la Historia, presidente del Congreso de los Diputados y embajador de España ante la Santa Sede. Fue uno de los más ardientes defensores de la llamada unidad católica de España. En 1881 fundó el partido Unión Católica.

## Biografía
Era hijo de Pedro José Pidal y Carniado, I marqués de Pidal, y de Manuela Mon (hermana de Alejandro Mon y Menéndez, que presidió el Consejo de Ministros y fue embajador en Roma, París y Viena); hermano del jurista y segundo marqués de Pidal Luis Pidal (académico, diputado, embajador en Roma, ministro de Fomento y presidente del Senado en varias ocasiones), y tío de Ramón Menéndez Pidal, filólogo y director de la Real Academia Española, y de Maravillas de Jesús, santa de la Iglesia católica.
De familia asturiana, aunque nacido y educado en Madrid, siempre se sintió profundamente asturiano. Estudió en el Instituto San Isidro de la capital y en la Universidad Central, en la que finalizó la carrera de Derecho. Se integró en el grupo de los neocatólicos junto a otros jóvenes como Enrique Pérez Hernández, Carlos María Perier, el marqués de Heredia y el conde de Llobregat, con los que fundó la revista semanal La Cruzada en 1867. 
En 1868 contrajo matrimonio con Ignacia Bernaldo de Quirós y González-Cienfuegos, hija del marqués de Camposagrado, con la que tendría quince hijos de los que sobrevivieron trece, entre los que cabe destacar a Pedro Pidal, marqués de Villaviciosa, y al bibliófilo Roque Pidal.

## Carrera política
El 24 de agosto de 1872 fue elegido diputado en las Cortes amadeístas por primera vez por el distrito de Villaviciosa (circunscripción de Oviedo). Tuvo diversas intervenciones en relación con asuntos eclesiásticos y la abolición de la esclavitud en Puerto Rico.

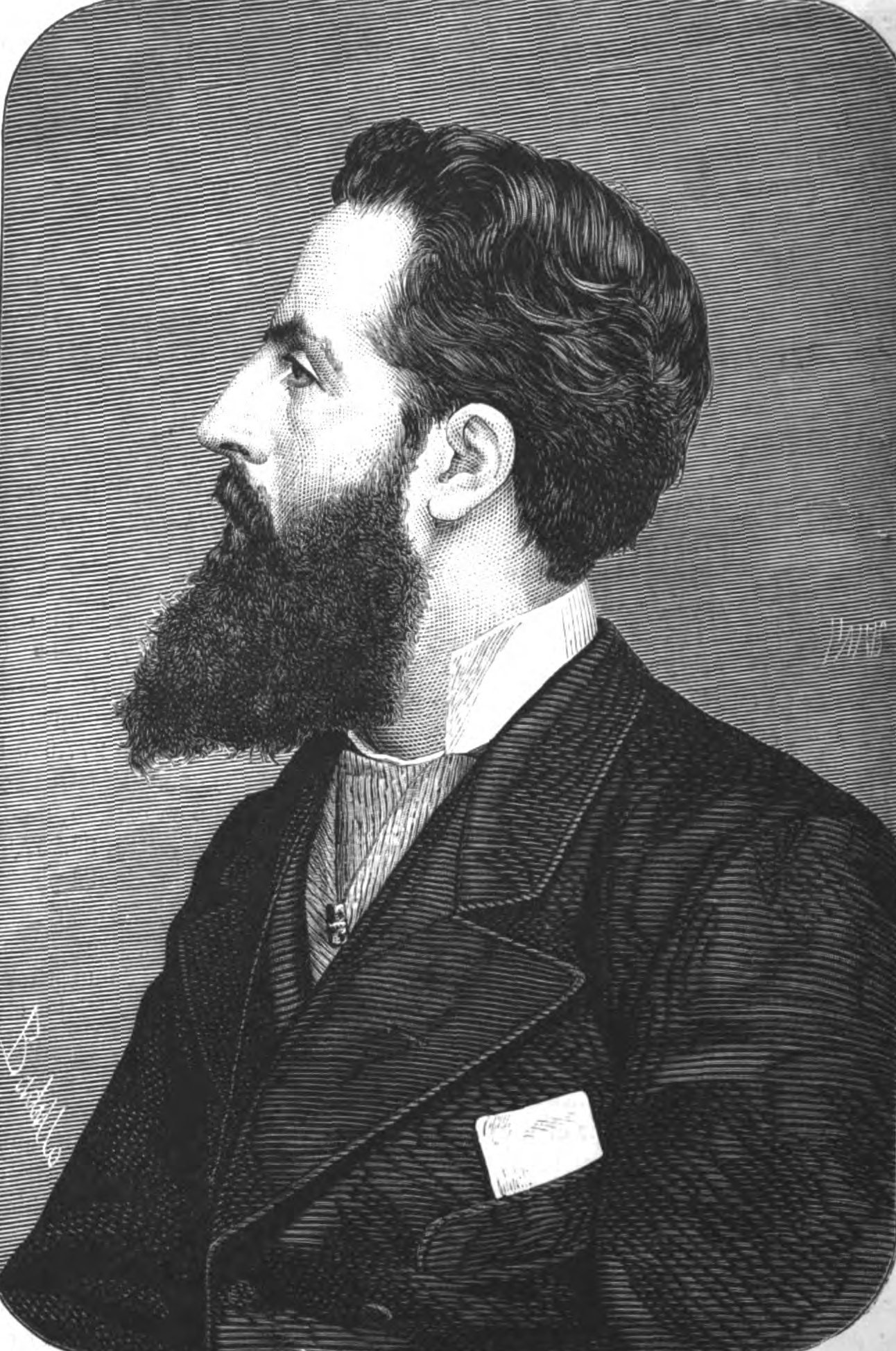
Retrato de Alejandro Pidal y Mon publicado con motivo de su elección en 1876 como diputado por Villaviciosa

No resultó elegido en las Constituyentes de la I República, pero sí en las primeras de la Restauración, el 20 de enero de 1876. A partir de ese momento y hasta su muerte en 1913 será siempre diputado por el mismo distrito y circunscripción en un total de quince elecciones, siempre de signo profundamente conservador y aliado al catolicismo más vaticanista, ganándose enemigos entre los progresistas también asturianos como el escritor Leopoldo Alas "Clarín".
En 1874 fundó La España Católica, que se convertiría en La España en 1875. Los días 8 y 9 de marzo de 1876, con motivo de la contestación al discurso de la Corona, tiene Pidal una intervención en contra de Cánovas al que acusa de "hacer estéril la restauración de la Monarquía española, poniendo esa restauración al servicio de la revolución". Ataca también al ministro Romero Robledo, "que no tiene autoridad para dirigir unas elecciones", y por último, critica la censura contra la prensa católica y concluye constatando la imposibilidad de conciliar la revolución con la restauración monárquica. Según Aureliano Linares Rivas, Pidal "será el orador que hizo célebre su nombre en la primera catilinaria contra Cánovas del Castillo y su gobierno".

El mismo año 1876 participa en el debate constitucional. Su planteamiento inicial es que la Constitución de 1845 sigue vigente, pues no pudo ser abolida por el manifiesto de Sandhurst. Y que ese texto unirá a los moderados y los miembros de la Unión Liberal que no participaron en la revolución del 68 en la medida que no reconoce el dogma de la soberanía nacional, como las del 1812 y el 1837. Critica, por último, la existencia de una tabla de derechos en la Constitución de 1876. Tiene a continuación una intervención destacada en el debate sobre el artículo 11 del proyecto constitucional, manifestándose resueltamente en contra de la libertad de cultos y reivindicando sus antecedentes familiares y políticos. Pidal defiende la confesionalidad del Estado como una cuestión nacional, mientras Cánovas entiende que no deben considerarse como una misma cosa la filosofía y la política.

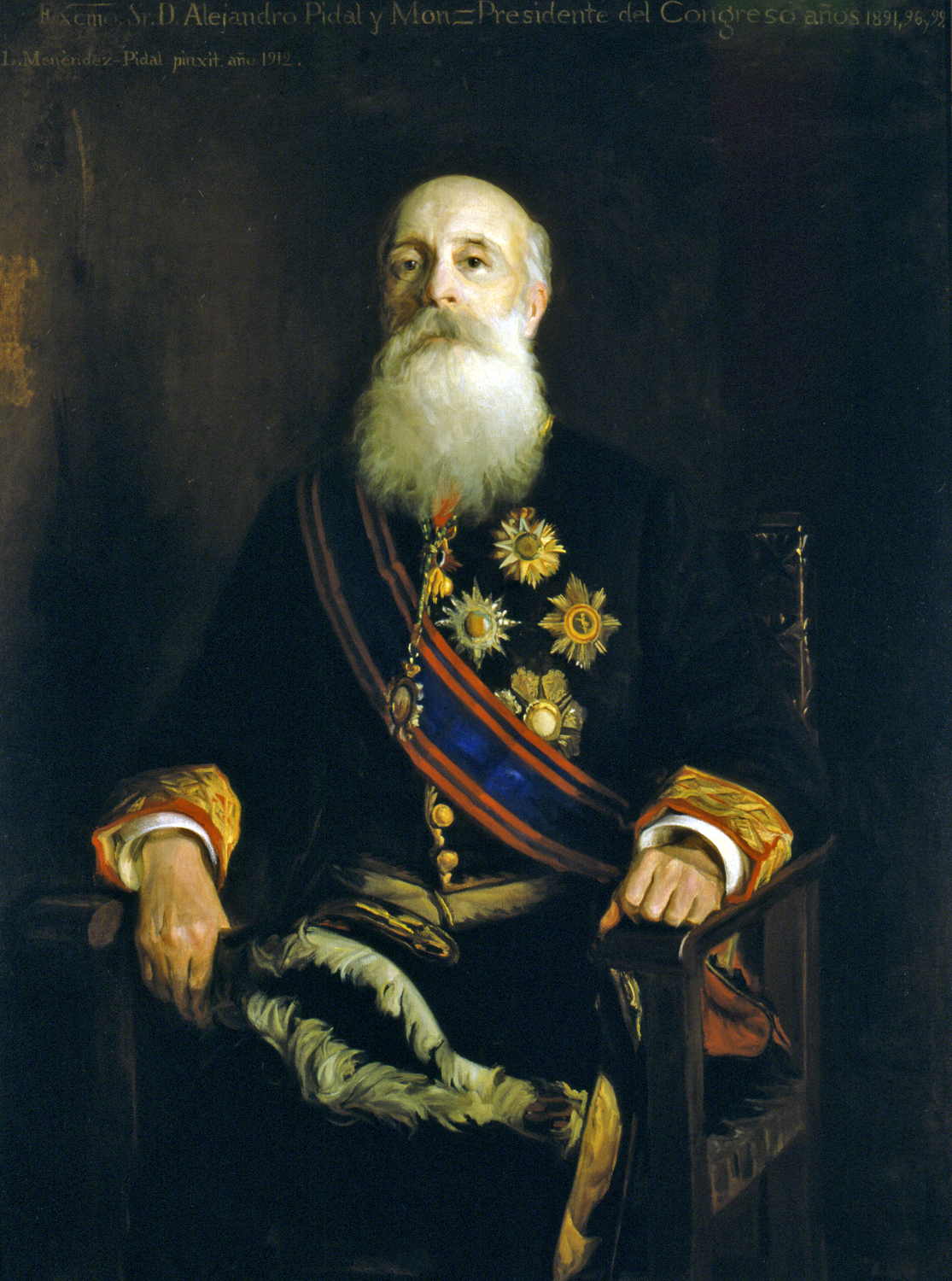
Alejandro Pidal y Mon, por Luis Menéndez Pidal. 1912. (Congreso de los Diputados).

El 17 de mayo participa en el debate sobre la colación de grados, manteniendo que no sea competencia exclusiva del Estado favorecer a las Universidades de inspiración católica que se crearon en aquel momento. El 18 de ese mes defiende a las órdenes religiosas. El 17 de julio toma parte activa en el debate sobre la supresión de los fueros vascongados. Según Pidal y Mon es una "ley de represalia" contra los carlistas, por lo que vota en contra.
En 1877 entra en la polémica desatada de un artículo de Gumersindo de Azcárate que culpaba a la religión y la Inquisición del atraso científico de España afirmando que "la intolerancia religiosa y la Inquisición favorecieron, en vez de cortarlo, el libérrimo vuelo de la ciencia" (La España, 24 de marzo de 1877). Gumersindo Laverde y Menéndez Pelayo marcan distancias respecto a Pidal, que se agrandarían con los años.
En 1881 se funda la Unión Católica, que preconiza la unidad de todos los católicos que quieran colaborar por medios legales a fines religiosos y sociales. Los obispos son los presidentes de la asociación en su diócesis. El 2 de enero de 1882 ve la luz su órgano de expresión, La Unión. El 6 de junio de 1887 aparecerá otro diario vinculado a la misma organización con el nombre de la Unión Católica.
En 1883 se manifiesta en el Congreso en contra de la ley del matrimonio civil. El 29 de abril de este mismo año ingresa en la Real Academia Española, ocupando el sillón uve mayúscula que en otro tiempo ocupara el asturiano Jovellanos. Su discurso de recepción versa sobre fray Luis de Granada y la filosofía de la elocuencia.
En diciembre de 1883 viaja a Roma en compañía de Sánchez de Toca. El papa León XIII les recomienda la participación en la vida pública, aunque no necesariamente con un partido propio, sino engrosando el partido "más afín". Un mes antes se había entrevistado con el rey Alfonso XII, interesado también en atraer a los católicos a su causa.

## Ministerios

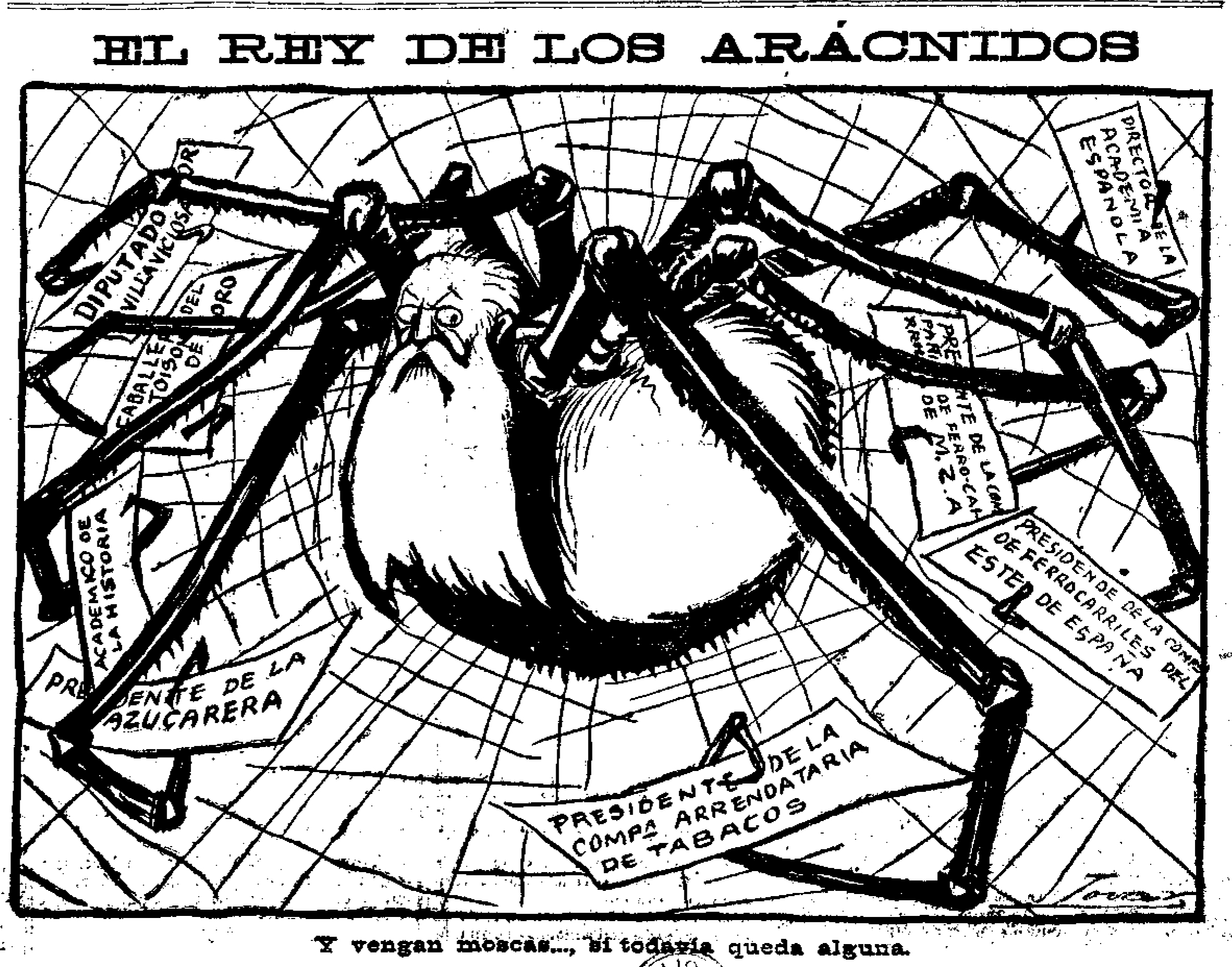
«El rey de los arácnidos» de Tovar (El Liberal, 23 de marzo de 1908)

Un mes después, el 18 de enero de 1884, Alejandro Pidal y Mon es nombrado ministro de Fomento en un gabinete presidido por el mismo Cánovas al que tan duramente atacara en 1876. Permanecerá casi dos años en el ministerio, ocupándose sobre todo de los asuntos relacionados con la educación que dependían de Fomento antes de que se creara el Ministerio de Instrucción Pública. Publica un decreto sobre oposiciones a cátedras y reforma la Escuela Normal Central de Madrid, la Facultad de Derecho y el Cuerpo de Archiveros-Bibliotecarios. Se enfrenta a la rebelión de los estudiantes de la Universidad Central provocada por el acoso al catedrático institucionalista Morayta por su discurso de inauguración del curso universitario 1884-1885. Durante su mandato se declararon monumento nacional las murallas de Ávila y Tarragona, la colegiata de Nuestra Señora de Covadonga y el acueducto de Segovia. En marzo de 1884 se publica una Real Orden prohibiendo que en las obras públicas hechas por la Administración se trabajase en los días festivos. El 18 de junio crea la Comisión de Defensa contra la Filoxera, que estaba arrasando los viñedos españoles. En el ámbito de los transportes, el 14 de agosto de 1884 quedó abierto el tránsito ferroviario entre la meseta y Asturias a través del puerto de Pajares. La muerte de Alfonso XII en noviembre de 1885 dará lugar a un nuevo gabinete del que ya no formará parte Pidal.
En 1887 participa en el debate sobre la ley que establece el juicio por jurado para determinados delitos, oponiéndose en prolijas intervenciones a la fórmula propuesta por el ministro de Gracia y Justicia, Alonso Martínez.

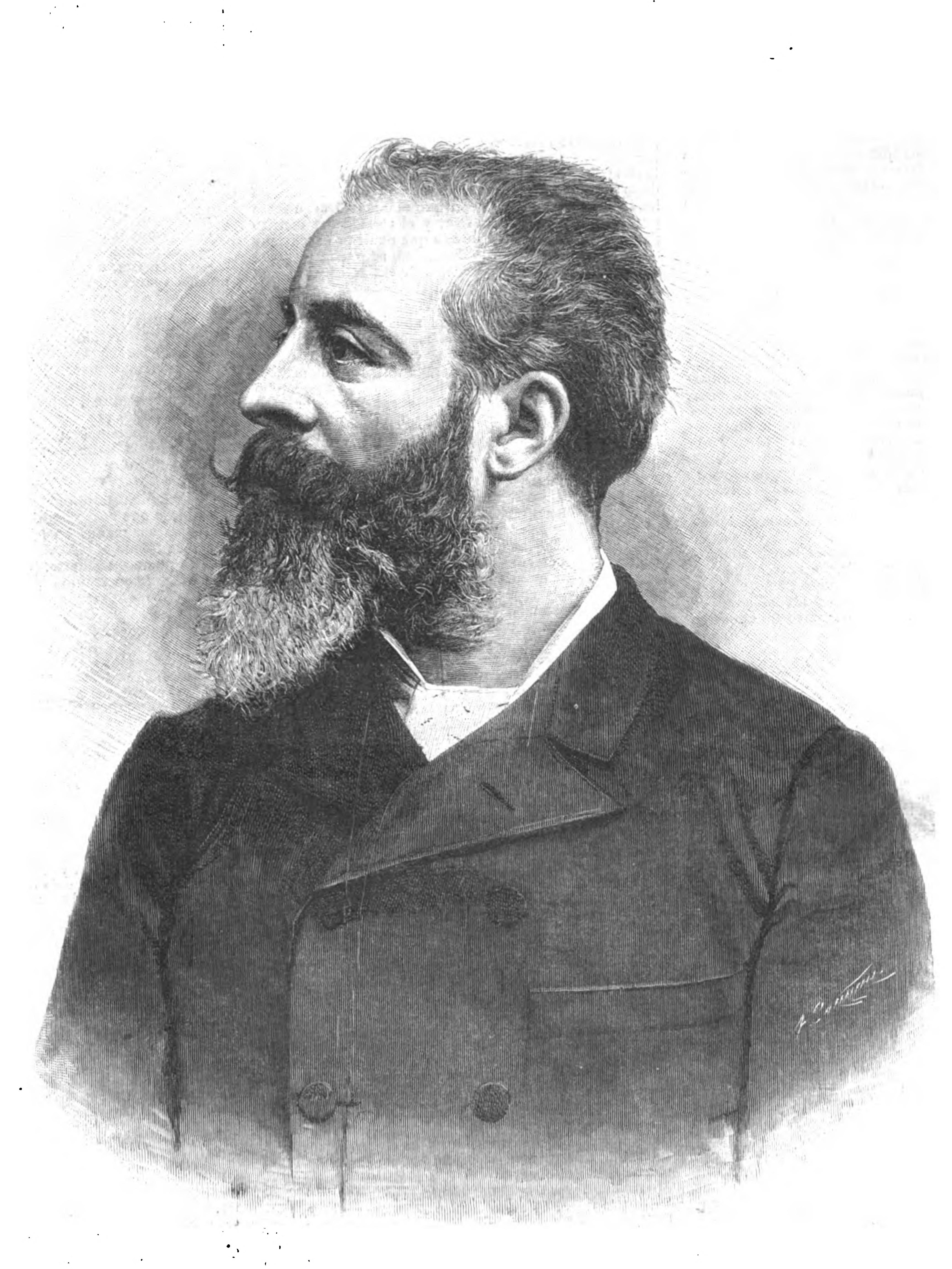
Retrato de Pidal y Mon publicada en La Ilustración Española y Americana en 1891, cuando fue elegido presidente del Congreso de los Diputados.

El 3 de marzo de 1891 es elegido presidente interino del Congreso de los Diputados y el 20 de abril definitivo. Ocupará la Presidencia hasta el 12 de diciembre de 1892. Será presidente por segunda vez desde el 12 de mayo de 1896 hasta el 1 de julio de 1897. Y por tercera y última vez desde el 3 de junio de 1899 hasta el 3 de abril de 1900. El 5 de noviembre de ese mismo año es nombrado embajador ante la Santa Sede. El 18 de enero de 1902 presenta la renuncia al puesto, ante el proyecto de modificación del Concordato que promueve el gobierno Sagasta, y regresa a Madrid.

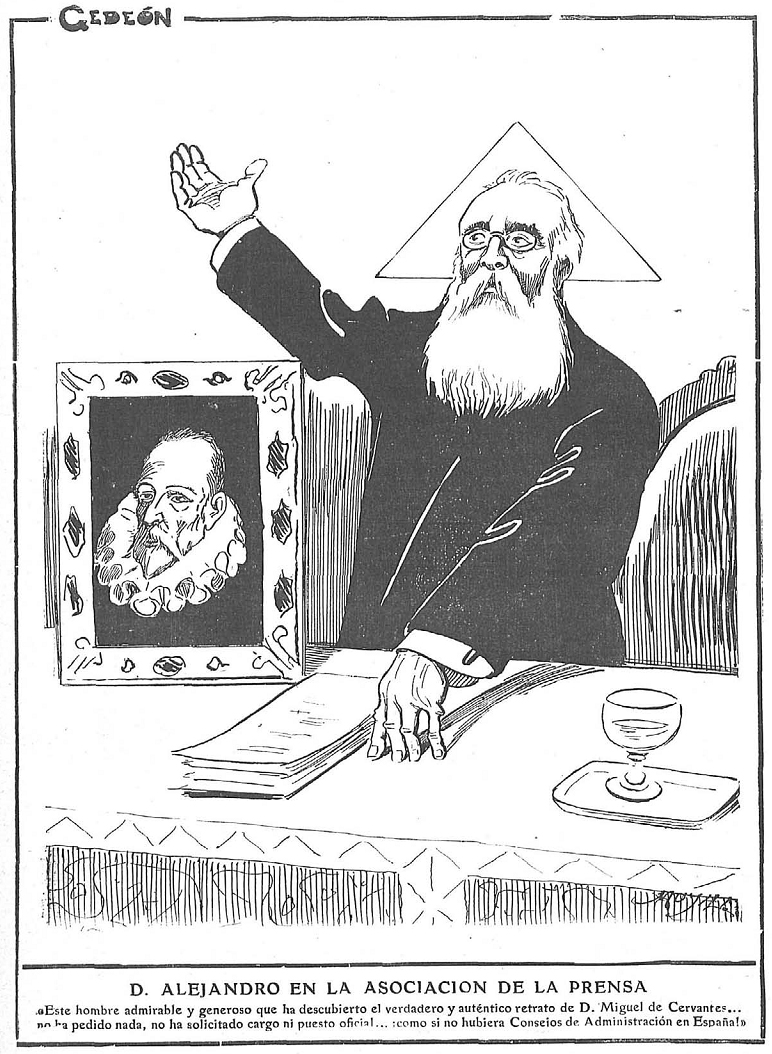
«D. Alejandro en la Asociación de la Prensa», en la revista satírica Gedeón, enero de 1912.

En 1897, cuando muere asesinado Cánovas, el nombre de Pidal es barajado para liderar el Partido Conservador, pero la jefatura recae definitivamente en Francisco Silvela. Tras la retirada de éste de la vida pública, en 1903, apoyará a Antonio Maura, a quien Silvela designa como sucesor. El 3 de enero de 1898 acepta la presidencia del Círculo Conservador de Madrid. El 8 de mayo de 1905 da lectura en la sesión conmemorativa del Quijote presidida por el rey en la Academia Española al discurso inconcluso del escritor Juan Valera, que acababa de fallecer.
En la legislatura de 1905-1906 fue nombrado consejero de Estado para el bienio 1906-1908. En 1906 se enfrenta a Marcelino Menéndez y Pelayo —que le había propuesto como académico en 1802 y a cuyo discurso de recepción en la de Ciencias Morales y Políticas había contestado en 1894— para el puesto de director de la Academia, a pesar de pedirle varios escritores que retirara su candidatura. En medio de fuertes críticas de la prensa, resulta elegido primero de forma interina y luego definitiva, provocando un distanciamiento cada vez mayor con el historiador cántabro.
En 1906, el 29 de abril, pronuncia el discurso necrológico en honor del novelista José María de Pereda, fallecido el 1 de marzo y al que considera modelo del realismo de inspiración católica y del regionalismo moderado. El 15 de enero de 1912 pronuncia una conferencia en la Asociación de la Prensa de Madrid sobre "El retrato de Cervantes" sobre el supuesto cuadro de Cervantes pintado por el artista Juan de Jáuregui. Participa en septiembre, con su hermano Luis, en los actos conmemorativos de las Cortes de Cádiz.
Alejandro Pidal y Mon falleció el 19 de octubre de 1913 en Madrid. La familia no quiso trasladar el cadáver al Palacio del Congreso, como se hacía habitualmente con sus presidentes. Se le tributaron honores de capitán general del Ejército y la comitiva fúnebre partió de su domicilio de la calle Fernando el Santo a la iglesia de San José en la calle Alcalá y de allí a la estación de Príncipe Pío para ser trasladado a Asturias, donde recibió sepultura en Covadonga. El 25 tuvo lugar una sesión necrológica en el Congreso de los Diputados con intervenciones de los diputados Maura, Vázquez de Mella, Azcárate y Suárez Inclán.
Además del libro sobre santo Tomás de Aquino, Alejandro Pidal solamente publicó otra obra extensa, El triunfo de los Jesuitas en Francia (1880). El resto de su producción son artículos de prensa, conferencias y discursos parlamentarios, muchos de ellos publicados de forma independiente.

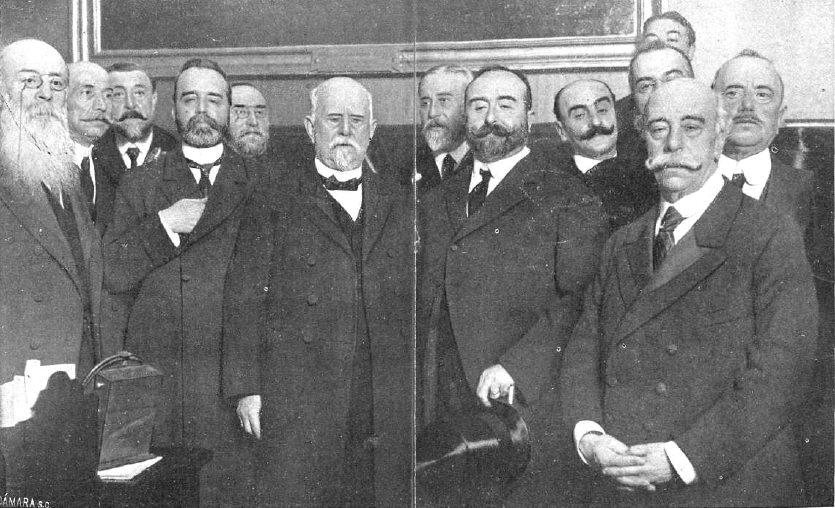
Pidal (i) con otros líderes conservadores en 1913

Siempre con su imagen característica de luengas barbas su divisa política era "Querer lo que se debe, hacer lo que se puede". Su contemporáneo Conrado Solsona lo tilda de conservador, alfonsino y neocatólico y afirma que "fue ministro al poco tiempo de haber maldecido a todos los gobiernos y a todos los gobernantes". Para Linares Rivas (1878), "además de su intransigencia en lo meramente espiritual, tiénela también grande en cuanto a los derechos y prerrogativas temporales que un día ornaron la tiara y hoy desaparecieron para no volver jamás (...) si ya no dice vade Satanás! a todos y a todas horas, sino que quiere entrar en el juego de la política en las condiciones regulares y ordinarias, lo celebraré mucho, porque el señor Pidal, si sigue en ese camino, tiene inmenso porvenir".

## Otros cargos
Alejandro Pidal fue académico de la de Jurisprudencia y Legislación, de la de Ciencias Morales y Políticas y de la Española. Electo de la de Historia, no llegó a tomar posesión. Era caballero de la Orden del Toisón de Oro y caballero gran cruz de la Orden de San Gregorio Magno, concedida por breve del papa León XIII de 8 de mayo de 1891. Poseía además numerosas condecoraciones nacionales y extranjeras.